# Annéville-la-Prairie
Annéville-la-Prairie ist eine französische Gemeinde mit 94 Einwohnern (Stand: 1. Januar 2022) im Département Haute-Marne in der Region Grand Est. Sie gehört zum Arrondissement Chaumont und zum Kanton Bologne.

## Geografie
Die Gemeinde Annéville-la-Prairie liegt in der Landschaft Barrois champenois, etwa elf Kilometer nördlich von Chaumont. Sie ist umgeben von folgenden Nachbargemeinden:
| Ormoy-lès-Sexfontaines | Oudincourt                                  | Lamancine |
|                        | Kompassrose, die auf Nachbargemeinden zeigt |           |
| Meures                 |                                             | Bologne   |

## Bevölkerungsentwicklung

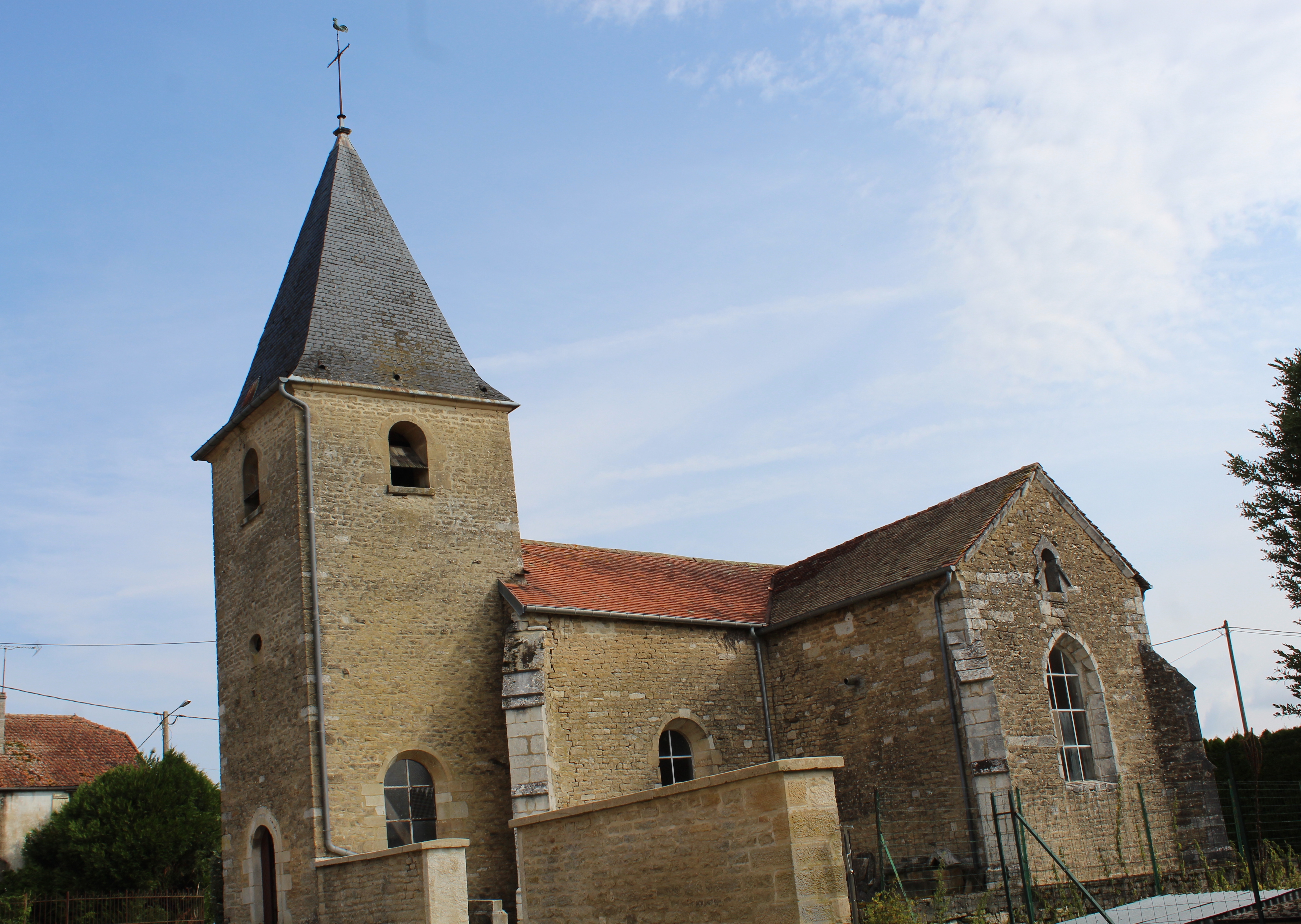
Kirche Saint-Laurent

| Jahr                       | 1962 | 1968 | 1975 | 1982 | 1990 | 1999 | 2008 | 2019 |
| -------------------------- | ---- | ---- | ---- | ---- | ---- | ---- | ---- | ---- |
| Einwohner                  | 75   | 84   | 82   | 92   | 85   | 84   | 70   | 91   |
| Quellen: Cassini und INSEE |      |      |      |      |      |      |      |      |